# Uroxys platypyga
Uroxys platypyga là một loài bọ cánh cứng trong họ Bọ hung (Scarabaeidae).